# Breaking Bad (franquicia)
Breaking Bad es una franquicia de medios neo-wéstern de crimen estadounidense creada por Vince Gilligan, basada principalmente en dos series de televisión, Breaking Bad (2008-2013) y Better Call Saul (2015-2022), y la película El Camino: A Breaking Bad Movie (2019). Al universo ficticio a veces se lo denomina informalmente "Gilliverse".
Breaking Bad gira en torno a Walter White (Bryan Cranston), un profesor de química convertido en capo de la droga de metanfetamina y su antiguo alumno y compañero delincuente Jesse Pinkman (Aaron Paul). Better Call Saul, la serie precuela / secuela, sigue los orígenes y el destino final de abogado criminal Jimmy McGill / Saul Goodman (Bob Odenkirk), a quien Walter y Jesse finalmente contratan en Breaking Bad, así como de oficial de policía convertido en criminal y limpiador Mike Ehrmantraut (Jonathan Banks), quien se asocia con los tres hombres a lo largo de ambas series. El Camino: A Breaking Bad Movie, la película secuela, concluye la historia de Jesse, ahora un fugitivo, después de los eventos de Breaking Bad. Gilligan dijo que sentía que las tres obras pueden verse independientemente una de la otra, pero existen en el mismo marco y necesitan ser vistas juntas para recibir la experiencia completa.
Las dos series de televisión y la película están ambientadas en Albuquerque, Nuevo México, y dan un giro modernizado a los westerns ambientados en la región. Cada una de las tres entradas se produjo en Albuquerque Studios y supuso un éxito para los medios de comunicación en la ciudad y la cine en el estado. Ambas series se emitieron originalmente en AMC, mientras que la película se estrenó en Netflix, en el que las dos series de televisión se emitieron internacionalmente (fuera de Estados Unidos). La franquicia es propiedad de Sony Pictures Television y recibió fuertes elogios de la crítica; se otorgaron numerosos premios a Breaking Bad, a Better Call Saul, y a El Camino.
Desde entonces, la franquicia de Breaking Bad se ha expandido a través de varios medios y plataformas multimedia diferentes, con distintos grados de contribución de su elenco y equipo. Esto incluye los programas de entrevistas Talking Bad (2013) y Talking Saul (2016-2022), la adaptación al español Metástasis (2014), el musical parodia Faking Bad (2018) y la serie animada de formato corto Slippin' Jimmy (2022).

## Series de televisión
| Serie            | Temporada | Temporada | Episodios | Episodios | Lanzamiento original  | Lanzamiento original     | Showrunner(s)                |
| Serie            | Temporada | Temporada | Episodios | Episodios | Primera emisión       | Última emisión           | Showrunner(s)                |
| ---------------- | --------- | --------- | --------- | --------- | --------------------- | ------------------------ | ---------------------------- |
| Breaking Bad     |           | 1         | 7         | 7         | 20 de enero de 2008   | 9 de marzo de 2008       | Vince Gilligan               |
| Breaking Bad     |           | 2         | 13        | 13        | 8 de marzo de 2009    | 31 de mayo de 2009       | Vince Gilligan               |
| Breaking Bad     |           | 3         | 13        | 13        | 21 de marzo de 2010   | 13 de junio de 2010      | Vince Gilligan               |
| Breaking Bad     |           | 4         | 13        | 13        | 17 de julio de 2011   | 9 de octubre de 2011     | Vince Gilligan               |
| Breaking Bad     |           | 5         | 16        | 8         | 15 de julio de 2012   | 2 de septiembre de 2012  | Vince Gilligan               |
| Breaking Bad     |           | 5         | 16        | 8         | 11 de agosto de 2013  | 29 de septiembre de 2013 | Vince Gilligan               |
| Better Call Saul |           | 1         | 10        | 10        | 8 de febrero de 2015  | 6 de abril de 2015       | Vince Gilligan y Peter Gould |
| Better Call Saul |           | 2         | 10        | 10        | 15 de febrero de 2016 | 18 de abril de 2016      | Vince Gilligan y Peter Gould |
| Better Call Saul |           | 3         | 10        | 10        | 10 de abril de 2017   | 19 de junio de 2017      | Vince Gilligan y Peter Gould |
| Better Call Saul |           | 4         | 10        | 10        | 6 de agosto de 2018   | 8 de octubre de 2018     | Peter Gould                  |
| Better Call Saul |           | 5         | 10        | 10        | 23 de febrero de 2020 | 20 de abril de 2020      | Peter Gould                  |
| Better Call Saul |           | 6         | 13        | 7         | 18 de abril de 2022   | 23 de mayo de 2022       | Peter Gould                  |
| Better Call Saul |           | 6         | 13        | 6         | 11 de julio de 2022   | 15 de agosto de 2022     | Peter Gould                  |

### Breaking Bad(2008–2013)

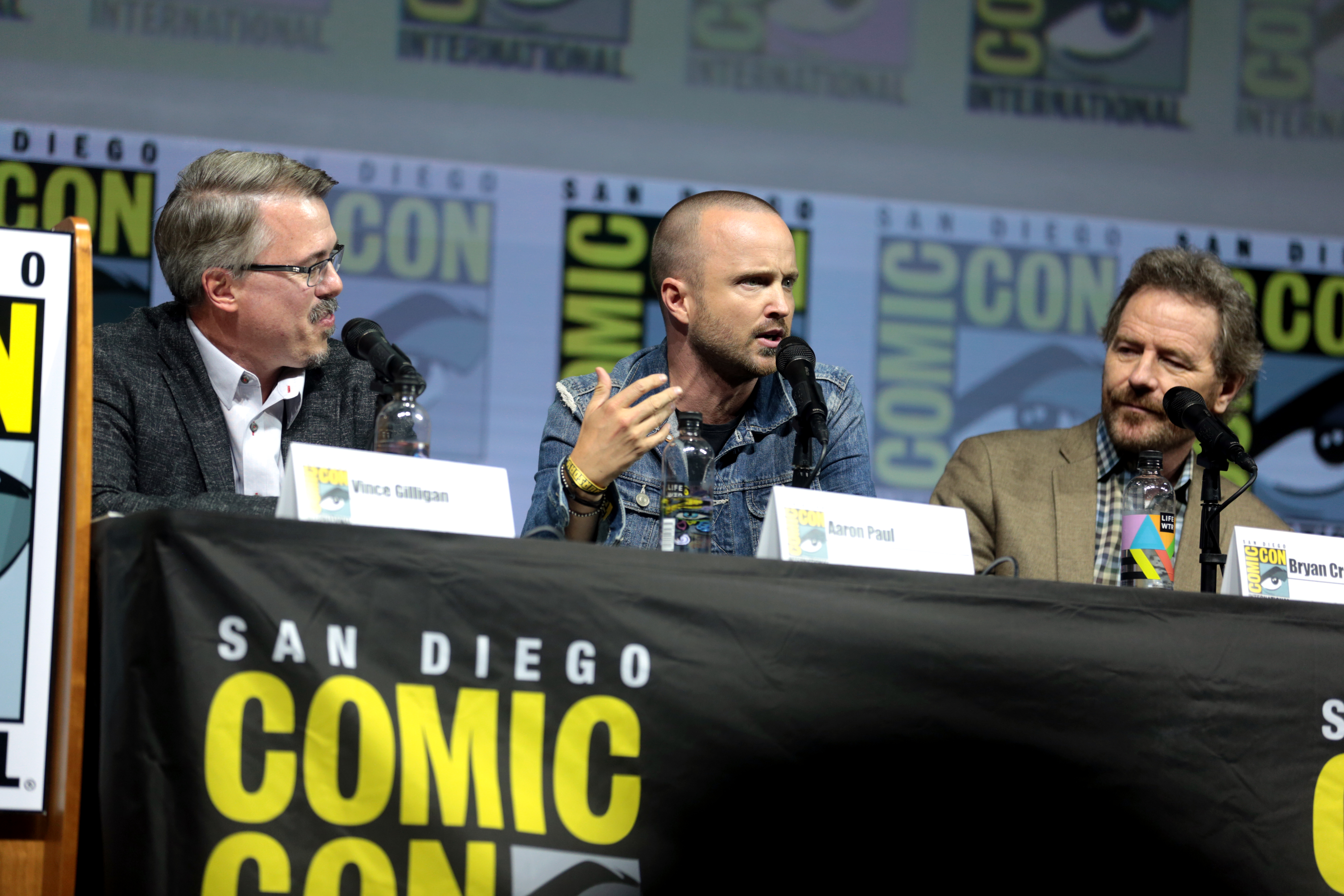
El creador de Breaking Bad, Vince Gilligan, y los actores Aaron Paul y Bryan Cranston

Breaking Bad cuenta la historia de Walter White (Bryan Cranston), un profesor de química de secundaria mal pagado, sobrecalificado y desanimado en Albuquerque, Nuevo México. Después de ser diagnosticado con un cáncer de pulmón en estadio tres, solicita la ayuda de su antiguo estudiante de química, Jesse Pinkman (Aaron Paul), para producir y distribuir metanfetamina para asegurar el futuro financiero de su familia. Intenta abandonar el negocio de la droga, pero sigue siendo arrastrado al submundo criminal y pronto se convierte en un importante capo de la droga bajo el nombre de "Heisenberg", que continúa ocultándole a su familia y amigos.
Entre los coprotagonistas del programa se encuentran Anna Gunn y RJ Mitte como la esposa de Walter Skyler y su hijo Walter Jr., y Betsy Brandt y Dean Norris como la hermana de Skyler Marie Schrader y su esposo Hank, un agente de la DEA. Otros actores incluyen a Bob Odenkirk como el abogado de Walter y Jesse, Saul Goodman, Jonathan Banks como el investigador privado y solucionador de problemas Mike Ehrmantraut y Giancarlo Esposito como el capo de la droga Gus Fring. La temporada final presenta a Jesse Plemons como Todd Alquist, un criminal ambicioso, y a Laura Fraser como Lydia Rodarte-Quayle, una astuta ejecutiva de negocios que administra en secreto las ventas globales de metanfetamina de Walter para su compañía.
Breaking Bad fue creada por Vince Gilligan, quien había pasado varios años escribiendo la serie de Fox The X-Files. Gilligan quería crear una serie en la que el protagonista se convirtiera en el antagonista. Añadió que su objetivo con Walter White era convertirlo de Mr. Chips en Scarface.
El programa se emitió en AMC desde el 20 de enero de 2008 hasta el 29 de septiembre de 2013 y consta de cinco temporadas para un total de 62 episodios. Breaking Bad recibió una aclamación generalizada y ha sido elogiado por muchos críticos como uno de los mejores programas de televisión de todos los tiempos. La serie recibiría un total de dieciséis Premios Emmy a lo largo de su trayectoria.

### Better Call Saul(2015–2022)

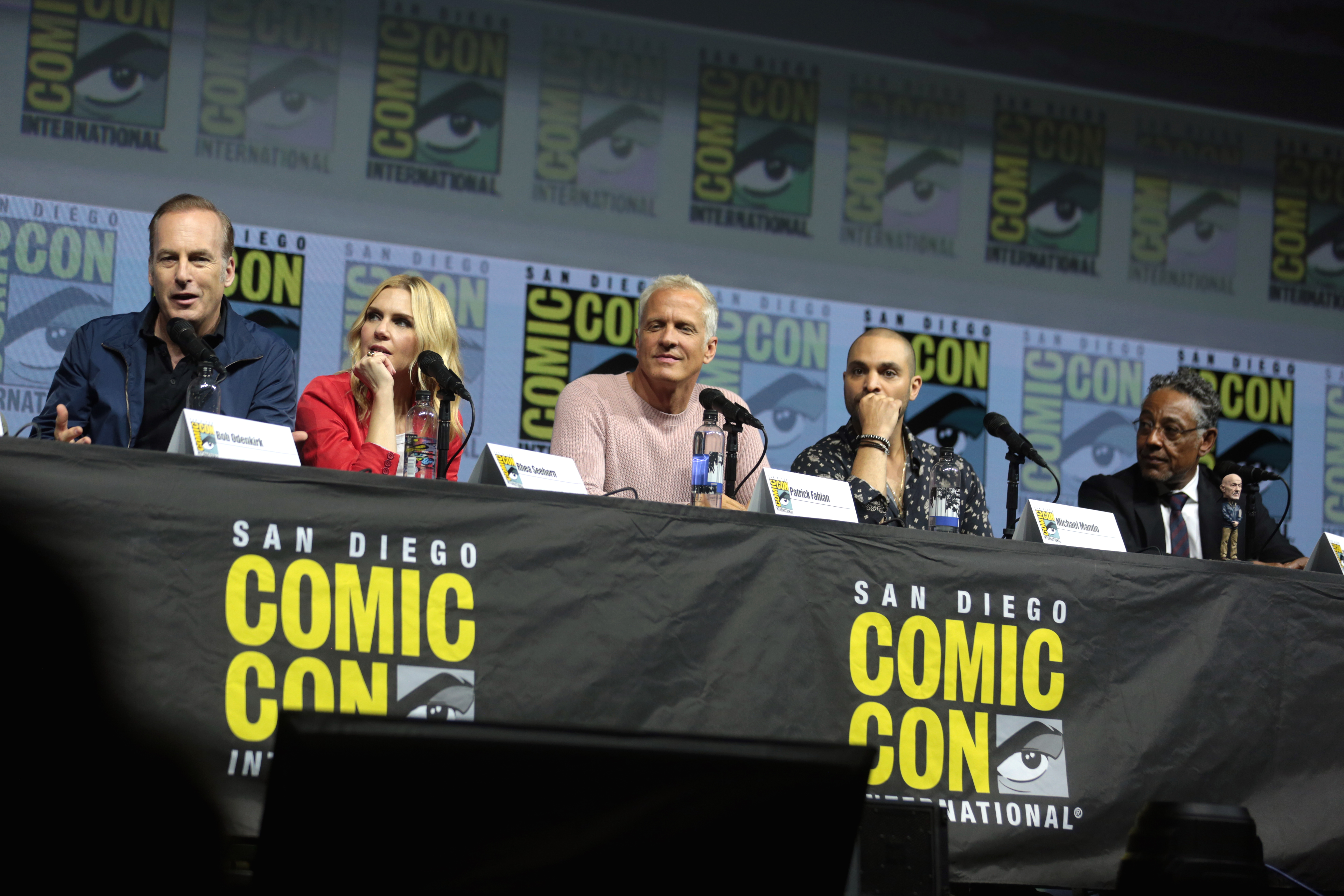
Los miembros del reparto de Better Call Saul Bob Odenkirk, Rhea Seehorn, Patrick Fabian, Michael Mando y Giancarlo Esposito

Better Call Saul se centra en la vida de Saul Goodman, seis años antes de convertirse en el abogado de Walter, como Jimmy McGill, un abogado más serio que intenta alejarse de sus problemáticos días como estafador. El programa también presenta segmentos y, eventualmente, episodios completos centrados en el destino de Goodman después de los eventos de Breaking Bad.
Bob Odenkirk repetiría el papel titular para el spin-off. Además, Jonathan Banks y Giancarlo Esposito protagonizan y repiten sus papeles como Mike Ehrmantraut y Gus Fring, respectivamente, mientras que varios otros miembros del reparto de Breaking Bad han aparecido como estrellas invitadas en el programa. Los recién llegados al reparto protagonista de Better Call Saul incluyen a Rhea Seehorn como el interés amoroso de Jimmy y su compañera abogada Kim Wexler, Michael McKean como el hermano mayor de Jimmy Chuck McGill, Patrick Fabian como el abogado rival de Jimmy Howard Hamlin, Michael Mando como el astuto criminal Nacho Varga, y Tony Dalton como Lalo Salamanca, el carismático ejecutor que más tarde ayuda a dirigir el negocio de drogas de su familia.
Saul Goodman originalmente iba a aparecer en Breaking Bad en cuatro episodios dentro de la segunda temporada del programa, pero se convirtió en un personaje principal durante el resto de la serie en parte debido a la fortaleza de las habilidades de actuación de Odenkirk. Odenkirk, Vince Gilligan y Peter Gould, que escribió el episodio que presentó a Goodman, comenzaron a hablar cerca del final de Breaking Bad sobre un posible spin-off que expandiera el personaje. Finalmente, se decidieron por la idea de una precuela que mostrara los orígenes de Saul unos seis años antes de los eventos de Breaking Bad. En abril de 2013, AMC y Sony Pictures Television expresaron interés en el concepto de serie spin-off de Gilligan y Gould, y ordenaron oficialmente Better Call Saul el 11 de septiembre de 2013.
El programa se emitió en AMC del 8 de febrero de 2015 al 15 de agosto de 2022 y consta de seis temporadas para un total de 63 episodios. Better Call Saul ha recibido elogios de la crítica similares a Breaking Bad, y algunos incluso lo consideran superior a su predecesor. Se considera un excelente ejemplo de cómo producir una obra derivada que desafía las expectativas habituales de tales formatos.

## Película

### El Camino: A Breaking Bad Movie(2019)
El Camino: A Breaking Bad Movie sigue los acontecimientos del final de la serie de Breaking Bad, "Felina", mientras Jesse Pinkman busca su libertad. Aaron Paul repitió el papel de Jesse después de una ausencia de seis años, y varios otros personajes de Breaking Bad harían apariciones.
Vince Gilligan escribió, dirigió y produjo la película. Mientras escribía "Felina", Gilligan se preguntó qué le había pasado a Jesse después de los acontecimientos de la serie. Cerca del décimo aniversario del estreno de Breaking Bad, Gilligan comenzó a compartir la idea de crear una secuela basada en este concepto. Paul, que interpretó a Jesse en la serie y que todavía se sentía apegado al personaje, expresó su entusiasmo por participar en cualquier idea para una continuación de "Breaking Bad". Cuando Gilligan hizo su propuesta inicial de película a Sony Pictures Television, los ejecutivos en la sala rápidamente aceptaron sumarse. Después de completar el guion, Gilligan ofreció la película selectivamente a algunos distribuidores potenciales, y se decidió por Netflix y AMC debido a su historia con el programa.
La película secuela se anunció formalmente en febrero de 2019. Se estrenó exclusivamente en Netflix el 11 de octubre de 2019 y se emitió en AMC el 16 de febrero de 2020. Los críticos elogiaron la dirección de Gilligan y la actuación de Paul, pero dieron un consenso mixto sobre la necesidad de la película de seguir la cronología de Breaking Bad.